# Hiberniaschule

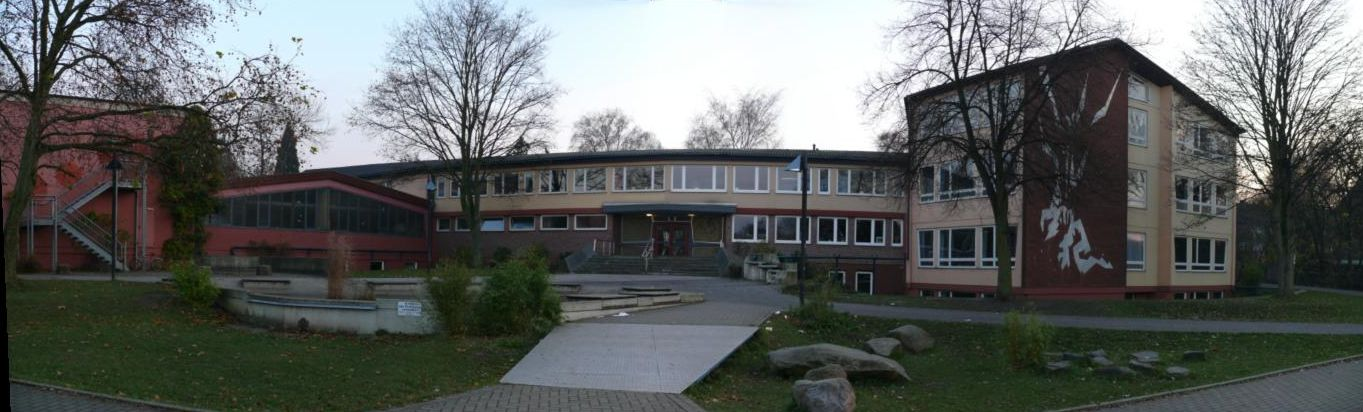
Hiberniaschule

Die Hiberniaschule ist eine staatlich anerkannte Schule in freier Trägerschaft in Herne mit etwa 1.000 Schülern, die nach dem Konzept der Waldorfpädagogik (Art Rudolf Steiner) unterrichtet werden und eine breit gefächerte Berufsgrundbildung in Form von zahlreichen handwerklichen Kursen und Praktika, nach der zehnten Jahrgangsstufe eine zweijährige Fachausbildung absolvieren. Die Herner Schule ist Mitglied im Bund der Freien Waldorfschulen.

## Geschichte

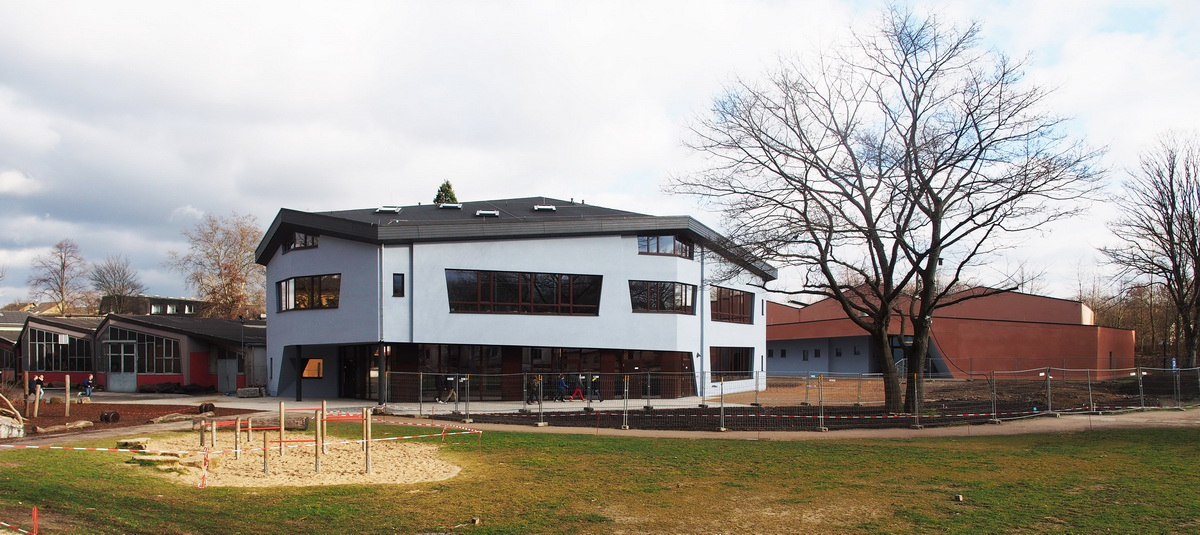
Neu an der Hiberniaschule: Naturwissenschaftlicher Fachbau und Sporthalle

Die Hiberniaschule entwickelte sich seit 1952 aus einer betrieblichen Lehrwerkstatt und versucht ganzheitlich orientierte Ausbildung zu integrieren. 1962 wurde mit dem Bau des heutigen Schulgebäudes begonnen. Die Einweihung wurde 1964 gefeiert. Seitdem hat sich die Hiberniaschule immer wieder baulich erweitert und den pädagogischen Anforderungen angepasst. Als letzte Erweiterung wurden ein Werkstattgebäude, eine moderne Dreifelder-Sporthalle sowie ein Gebäude für den naturwissenschaftlichen Unterricht fertiggestellt. Die Einweihung des Unterrichtsgebäudes erfolgte am 10. März 2014.

## Unterstufe
Schon im 1. Schuljahr beginnt das noch spielerische Erlernen von zwei Fremdsprachen. Unterrichtshelferinnen unterstützen die Klassenlehrer in den ersten beiden Jahrgangsstufen. Die Zahl der Unterrichtsstunden nimmt bis zum Ganztagsunterricht hin zu. In diesem Rahmen werden auch Fördermaßnahmen für Kinder mit stärkeren Defiziten angeboten. Alle theoretischen Fächer sind stärker als sonst üblich künstlerisch und handwerklich ausgerichtet und werden durch künstlerische Fachunterrichte ergänzt.

## Doppelqualifikation Beruf und Fachoberschulreife
Mit der 7. Klasse beginnt die Berufsgrundstufe, in der die Schülerinnen und Schüler bis einschließlich der 10. Klasse parallel zum allgemeinbildenden Schulunterricht in unterschiedlichen Kursen von je drei bis vier Wochen ein breites Spektrum an künstlerischen und handwerklichen Grundlagen erwerben.
Die berufliche Fachstufe im 11. und 12. Schuljahr ist in folgenden Richtungen möglich: Maßschneiderei, Tischlerei, Elektronik Fachrichtung Energie- und Gebäudetechnik, Feinwerkmechanik, Kinderpflegeausbildung und schließt mit einer dem Gesellenbrief gleichgestellten Prüfung ab. Hierfür wurde der Hiberniaschule ein weiteres Mal die eigene Prüfungshoheit für weitere Jahre zugestanden. Zusammen mit einem erfolgreichen Berufsabschluss erhalten die meisten Schüler die Fachoberschulreife, einige den Hauptschulabschluss.

## Abitur
Nach erfolgreichem Abschluss der Berufsabschlussprüfung findet eine Differenzierung statt, insofern einige Absolventen ins Berufsleben eintreten, ein großer Teil ins Hibernia-Kolleg (Institut zur Erlangung der allgemeinen Hochschulreife) gehen, um das Abitur – oder auch die Fachhochschulreife – anzustreben. Seit dem Schuljahr 2007/08 ist das Weiterbildungskolleg um die Einführungsphase ergänzt, so dass lebens- und berufserfahrene Menschen, die nicht unmittelbar aus der Hiberniaschule kommen, höhere Schulabschlüsse erreichen können.

## Schulleitungsstruktur
Die Hiberniaschule praktiziert seit Beginn ihres Bestehens die kollegiale Selbstverwaltung und versucht die soziale Gemeinschaft aus Schülern, Eltern, Lehrern und nicht-pädagogischen Mitarbeitern aktuellen Forderungen entsprechend ständig weiterzuentwickeln. Über den Elternrat ist es Eltern möglich, sich in das Schulgeschehen über die klassenspezifischen Aktivitäten hinaus einzubringen. Die Schulkonferenz stellt im Sinne der Schulgesetzgebung NRW ein wesentliches Bindeglied zwischen Schülerschaft, Eltern- und Lehrerschaft dar.

## Bekannte Schüler und Absolventen
- Karl-Dieter Bodack (1938–2025), Designer, Anthroposoph, Erfinder des InterRegio der DB
- Gustl Mollath (* 1956), Hauptperson einer Affäre um Zwangsunterbringung
- Martine Kempf (* 1958), Erfinderin von „Katalavox“, das die menschliche Stimme als Steuerungsinstrument benutzt
- Wotan Wilke Möhring (* 1967), Schauspieler
- Gordon Kampe (* 1976), Komponist und Musikwissenschaftler
- Maja Beckmann (* 1977), Schauspielerin
- Alexander Vogt (* 1978), Politiker
- Michelle Müntefering (* 1980), Politikerin
- Lina Beckmann (* 1981), Schauspielerin